# Ecteinascidia nexa
Ecteinascidia nexa is een zakpijpensoort uit de familie van de Perophoridae. De wetenschappelijke naam van de soort is voor het eerst geldig gepubliceerd in 1904 door Sluiter.